# دييغو زابالا
دييغو زابالا (بالإسبانية: Diego Zabala) (19 سبتمبر 1991 بمونتفيدو في الأوروغواي - ) هو لاعب كرة قدم أوروغواني في مركز الوسط. لعب مع فيليز سارسفيلد ونادي راسينغ مونتيفيديو.

## روابط خارجية
- دييغو زابالا على موقع قاعدة بيانات كرة القدم.إي يو (الإنجليزية)
- دييغو زابالا على موقع Soccerway.com (الإنجليزية)